# 四季青地区

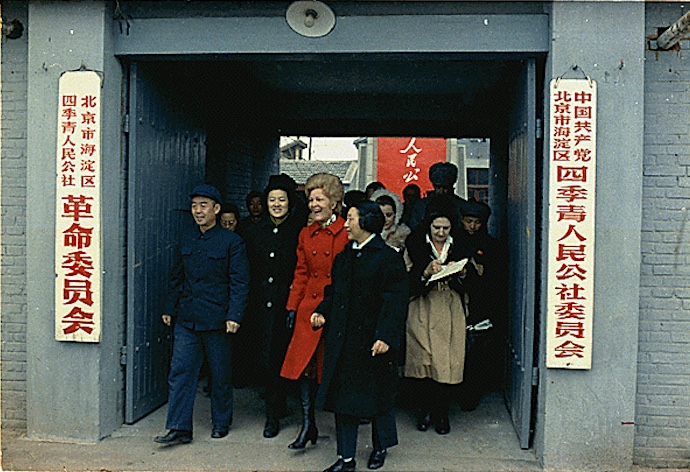
1972年尼克松访华期间，总统夫人帕特·尼克松在当时的四季青人民公社

四季青地区是中华人民共和国北京市海淀区下辖的一个地区办事处，同时保留四季青镇名称，其行政事务机构实行“一套人马，两块牌子”的体制，地区办事处与镇政府合署办公，2011年挂四季青地区办事处牌。
2020年7月，全国爱卫会命名四季青镇为2017-2019周期国家卫生乡镇。

## 行政区划
四季青地区下辖以下地区：
门头村社区、巨山家园社区、常青园社区、天香颐北里社区、西郊机场社区、郦城社区、闵航南里社区、宝山社区、玉泉社区、西山社区、西冉社区、田村、宝山村、振兴村、高庄村、常青村、西冉村、西山村、双新村、玉泉村、门头村、巨山村、香山村和兰靛厂村。